# Caraguata ovalis
Caraguata ovalis es un coleóptero de la familia Chrysomelidae.
Fue descrita científicamente por primera vez en 1956 por Bechyne.